# Frederico I da Dinamarca
Frederico I (Haderslev, 7 de outubro de 1471 – Schleswig, 10 de abril de 1533) foi o Rei da Dinamarca e Noruega de 1523 até sua morte. Era filho do rei Cristiano I, que incentivou a propagação do luteranismo em suas terras. Foi eleito rei em 1523, após a destituição de seu sobrinho Cristiano II. Em junho do mesmo ano, Gustavo I tomou o poder na Suécia; a união entre os dois Estados havia definitivamente se rompido. Ascendido ao poder graças à nobreza, ele lhes concedeu uma série de privilégios, que fizeram assim diminuir o poder real.